# عیون
عیون (به عربی: عیون) یک منطقهٔ مسکونی در لبنان است که در شهرستان المتن واقع شده‌است. عیون ۱۰ کیلومتر مربع مساحت دارد.